# Стоктън он Тийс
Вижте пояснителната страница за други значения на Стоктън.
Стоктън он Тийс (на английски: Stockton-on-Tees, в превод Стоктън на Тийс) е град в Северна Англия, единна администрация в историческото графство Дърам.
Разположен е на река Тийс, на 15 km от нейното вливане в Северно море. Населението му е около 80 000 души (2001).

## Известни личности
Родени в Стоктън он Тийс
- Колин Ренфрю (р. 1937), археолог
- Джоузеф Ритсън (1752 – 1803), фолклорист
- Тони Скот (р. 1944), режисьор
- Уил Хей (1888 – 1949), актьор